# فودا كانافيزي
فاودا كانافيزي هي بلدية في مدينة تورينو الحضرية، في منطقة بيمنتة الإيطالية، وتقع على بعد حوالي 25 كيلومتر (16 ميل) شمال غرب تورينو.

## البلديات المجاورة
يحد فاودا كانافيزي البلديات التالية: بوسانو، روكا كانافيزي، باربانيا، سان كارلو كانافيزي ، فرونت، وسان فرانسيسكو آل كامبو.

## روابط خارجية
الموقع الرسمي